# Frau mit Sonnenschirm (Monet)
Frau mit Sonnenschirm (Original: Femme à l'ombrelle) ist der Titel eines Gemäldes von Claude Monet aus dem Jahr 1886. Das Werk, dessen Motiv der Maler in zwei Fassungen realisierte, gilt als Impuls für eine neue Werkphase Monets im Stil des Impressionismus. Das Gemälde gehört zum Bestand des Musée d’Orsay in Paris.

## Beschreibung
Eine junge Dame in weißem Jackenkleid hält auf einem Spaziergang an einem sonnigen Sommertag auf einer Wiese inne, dem Betrachter gegenüber in leichter Untersicht. Sie zeigt sich von ihrer linken Seite und von der Sonne abgewandt, die ihren weißen Rock von hinten beleuchtet. Kleid und Schleier bauschen sich im Wind, den sie im Rücken hat. Ein Sonnenschirm schützt sie vor dem Sonnenlicht, die Wiese ist durch ihre Gestalt verschattet. Gesicht und rechter Arm liegen ebenfalls im Schatten und sind nur vage erfasst; der zarte blaue Schleier, der sich im Wind vom Kopf zu lösen scheint, macht die Gesichtszüge unkenntlich. Den Hintergrund bilden Wolken, die den Eindruck rascher Bewegung vermitteln, vor einem sommerlich blauen Himmel.
Das Gemälde zeigt eine reduzierte Palette aus den Grundfarben Blau, Rot und Gelb, nebst ihren Mischungen Grün, Violett und Orange, sowie Weiß; es ist in schnellen Pinselstrichen alla prima angelegt. Die Wiese ist in Farbkommata ausgeführt, die sich erst im Auge des Betrachters zu Farben vermischen. Die Schatten, auch die des weißen Kleids, sind farbig, ohne Verwendung von Schwarz. Neben der vorherrschenden Farbe Weiß sind die Komplementärfarben Rot und Grün betont, sowohl in den Farbkommata der Wiese als auch in der in Grün verschatteten Seite des Sonnenschirms und der roten Blume an der Taille.

## Einordnung

Frau mit Sonnenschirm, 1886. Öl auf Leinwand, 131 × 88 cm; Musée d'Orsay, Paris

Von der Dame mit dem Sonnenschirm malte Monet im selben Jahr 1886 zugleich eine weitere Fassung im selben Format. Sie zeigt dieselbe junge Frau im weißen Kleid aus derselben Perspektive leicht von unten, aber von der anderen Seite kommend, sie zeigt sich also von rechts. Sonne und Wind haben ihre Richtung beibehalten, so dass der Sonnenschirm, den die Dame wiederum in ihrer Rechten hält, sie nunmehr von vorne beschattet; der Rock weht nach hinten und der Schleier über ihren Rücken, an dem sich der nunmehr erkennbare lange Zopf bewegt. Das Rot an ihrer Taille und der grüne Schatten des Schirms kontrastieren auch hier, die Wiese ist genauso in nebeneinander liegenden Pinselstrichen aufgefasst. Das Gesicht, in dieser Fassung ebenso im Schatten, zeigt wiederum keine individuellen Züge. 

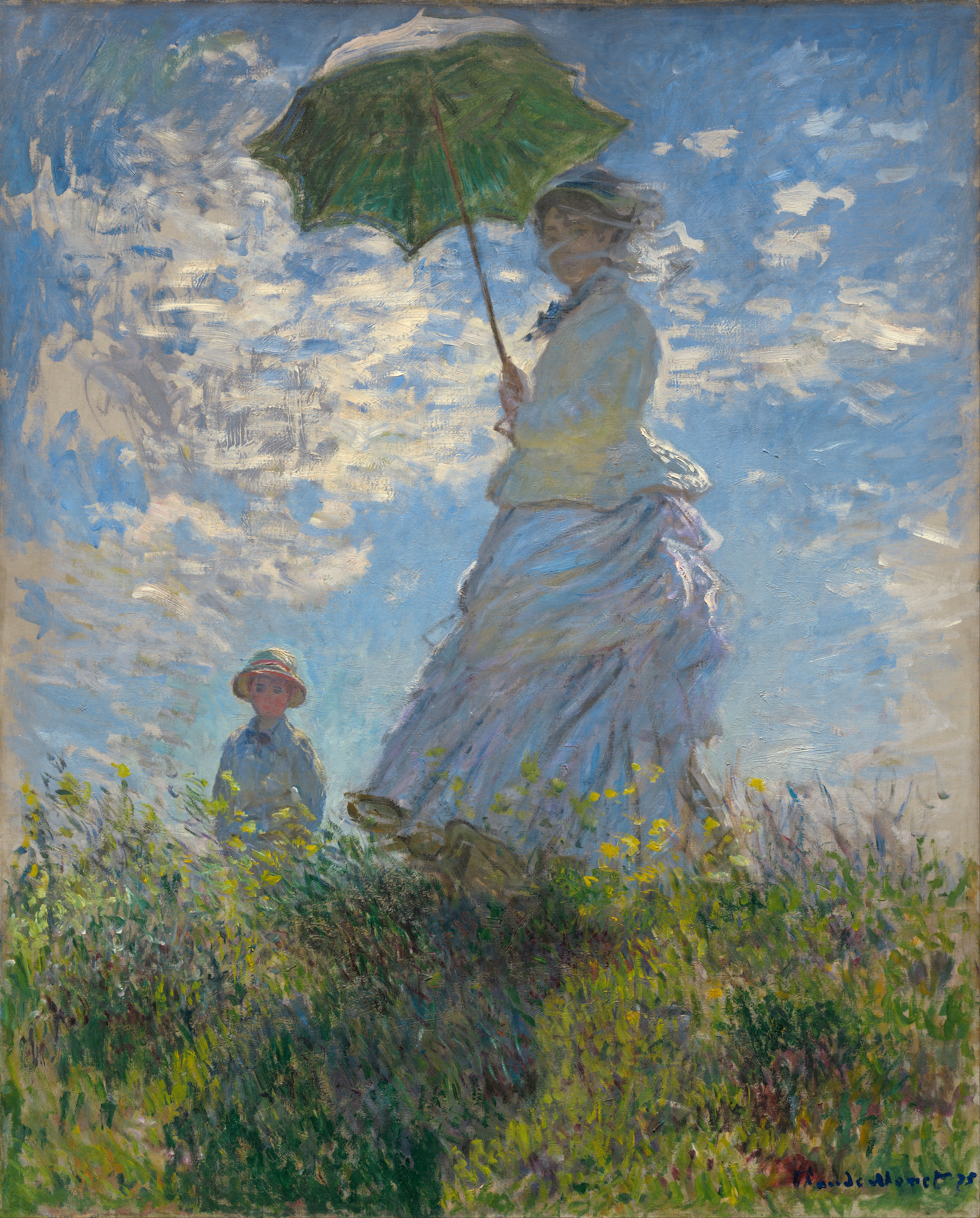
Camille Monet und Sohn Jean auf dem Hügel, 1875. NGA, Washington

Bereits 1875 war das Motiv einer Frau mit Sonnenschirm, Schleier und wehendem Rock Gegenstand in einem Gemälde Monets gewesen. Das auf einer Malerei im Freien basierende Werk, unter anderem auch genannt Der Spaziergang oder Die Promenade, zeigt Monets Frau Camille und ihren „behüteten“ Sohn Jean auf einer Anhöhe in leichter Untersicht. Der bewölkte Himmel kontrastiert mit dem mit Gras bewachsenen Hügel, auf den die Figuren dunkle, farbige Schatten werfen. Bei der ersten Ausstellung des Gemäldes 1876 wurde ihm Spontaneität und Natürlichkeit bescheinigt.
Im Jahr 1882 hatte Claude Monet Reisemotive zu verschiedenen Tageszeiten malerisch festgehalten. Nach seinem Umzug nach Giverny im Jahr 1883 widmete er sich wieder verstärkt der Darstellung von Personen im Freien und der Darstellung des Eindrucks eines Augenblicks mit den Erscheinungen des Lichts. In dieser Zeit entstand sein Plan, dasselbe Motiv zu verschiedenen Tages- und Jahreszeiten und in deren unterschiedlichen Lichtverhältnissen abzubilden, so zum Beispiel in seinen Heuhaufen (1890) und in der Bilderserie der Kathedrale von Rouen von 1892/93. Die Dame ohne Gesicht mit dem Sonnenschirm, 1886 dargestellt im selben Augenblick und im selben Licht, aber aus verschiedenen Richtungen, gilt als erster Ausdruck dieses Vorhabens.

## Provenienz
Beide Gemälde von 1886 zeigen Monets Stieftochter Suzanne Hoschedé; sie blieben im Familienbesitz und waren 1891 in der Galerie Durand-Ruel in Paris ausgestellt. 1927, ein Jahr nach dem Tod des Malers, wurden sie über den zweiten Sohn Michel vom Louvre erworben und befinden sich seit 1986 im Bestand des Musée d’Orsay.